# Inferno (àlbum)
Inferno és el setzè àlbum de la banda britànica de heavy metal Motörhead. Va ser llançat al mercat en 2004, conté algunes cançons dures (com "Terminal Show" i In the Name of Tragedy"), però a més de rock and roll ("Killers", "Life's a Bitch"). "Whorehouse Blues" és una cançó blues. El guitarrista Steve Vai col·labora en les pistes "Terminal Show" i "Down on Me".
Al novembre de 2005, es va llançar una edició especial pel 30 aniversari de la banda amb un DVD que conté sis cançons en directe gravades en el concert del seu aniversari, un documental i el vídeo de "Whorehouse Blues".

## Llista de pistes
Totes les cançons compostes per Phil Campbell, Mikkey Dee i Lemmy
1. "Terminal Show" – 3:45
2. "Killers" – 4:14
3. "In the Name of Tragedy" – 3:03
4. "Suicide" – 5:07
5. "Life's a Bitch" – 4:13
6. "Down on Me" – 4:12
7. "In the Black" – 4:31
8. "Fight" – 3:42
9. "In the Year of the Wolf" – 4:17
10. "Keys to the Kingdom" – 4:46
11. "Smiling Like a Killer" – 2:44
12. "Whorehouse Blues" – 3:53